# Aachenosaurus
Aachenosaurus („ještěr z Cách“) je jméno, přisouzené fosiliím, objeveným v roce 1888 v Moresnet (tehdy neutrální území mezi Belgií a Německem). Objevitel Gerard Smets se domníval, že jde části čelistí hadrosaurida (býložravého kachnozobého dinosaura) o délce asi 4 až 5 metrů. Jak se však později ukázalo, jedná se pouze o zbytky prokřemenělého fosilního dřeva. Stáří činí asi 84 milionů let, což odpovídá období svrchní křídy. Gerard Smets se pokoušel prosadit svoji verzi vysvětlení původu zkamenělin (za pomoci mikroskopických obrazů), byl však dvakrát usvědčen z omylu a nakonec se zostuzen stáhl do soukromí.
Podobná situace je také s domnělým rodem sauropodního dinosaura, popsaného roku 1941 německým paleontologem Friedrichem von Huenem pod jménem Succinodon putzeri. Ve skutečnosti se jednalo o kus zkamenělého dřeva s otvory vytvořenými plži.